# Latrodectus karrooensis

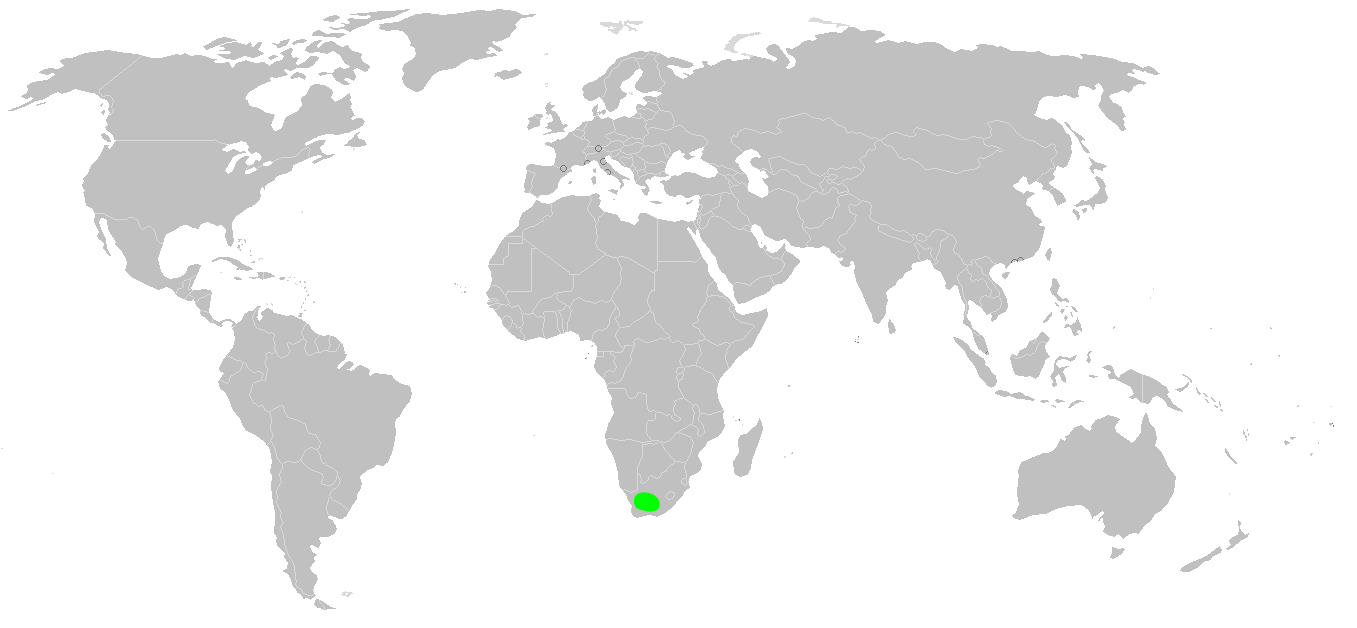
Het leefgebied van de L. karrooensis.

Latrodectus karrooensis is een spin uit de familie der kogelspinnen. Ze komt enkel voor in Zuid-Afrika, in het Karoo-gebied, vandaar de naam.
Op het abdomen heeft deze spin een dorsale verticale vermiljoenrode streep. De rest van het cephalothorax is compleet zwart. Het abdomen eindigt in een spitse punt, waar de spintepels zitten.